# Johannsenit
Johannsenit ist ein seltenes Mineral aus der Mineralklasse der „Silikate und Germanate“ mit der Endgliedzusammensetzung CaMn2+[Si2O6] und damit chemisch gesehen ein Calcium-Mangan-Silikat. Strukturell gehört Johannsenit zu den Ketten- und Bandsilikaten.
Johannsenit kristallisiert im monoklinen Kristallsystem und entwickelt bis zu 10 cm große primatische Kristalle mit einem glasähnlichen Glanz auf den Oberflächen. Er findet sich aber auch in Form säulenartiger, radialstrahliger oder sphärolithischer Mineral-Aggregate.

## Etymologie und Geschichte
Das Mineral wurde von Waldemar Theodor Schaller 1932 entdeckt. Zuerst erwähnte er es in einem kurzen Papier im Dezember 1932 auf einer Konferenz der Mineralogical Society of America. Er sagte zu diesem Zeitpunkt nur etwas über ein manganese pyroxene. Bis zu seiner erstmaligen Beschreibung im American Mineralogist, den die Mineralogical Society of America herausgibt, wurde das Mineral schon an anderen Fundstellen gefunden. Diese Beschreibung folgte allerdings auch erst 1938. In dieser vollständigen Beschreibung benannte Schaller das Mineral nach dem Mineralogen und Petrograph Albert Johannsen (1871–1962). Die Typlokalität ist die „Franklin Mine“ in Franklin, Sussex County im Bundesstaat New Jersey in den Vereinigten Staaten von Amerika.
Das Typmaterial wird im National Museum of Natural History in Washington, D.C. (USA) aufbewahrt.

## Klassifikation
In der strukturellen Klassifikation der International Mineralogical Association (IMA) gehört Johannsenit zusammen mit Augit, Burnettit, Davisit, Diopsid, Esseneit, Grossmanit, Hedenbergit, Kushiroit, Petedunnit und Tissintit zu den Calciumpyroxenen (Ca-Pyroxene) in der Pyroxengruppe.
Bereits in der alten 8. Auflage der Mineralsystematik nach Strunz gehörte der Johannsenit zur Mineralklasse der „Silikate und Germanate“ und dort zur Abteilung der „Kettensilikate und Bandsilikate (Inosilikate)“, wo er zusammen mit Diopsid und Hedenbergit die „Diopsid-Reihe“ mit der System-Nr. VIII/D.01b innerhalb der zur Pyroxenfamilie gehörenden Gruppe der „Klinopyroxene (monoklin-prismatisch)“ bildete.
Im zuletzt 2018 überarbeiteten und aktualisierten Lapis-Mineralienverzeichnis nach Stefan Weiß, das sich aus Rücksicht auf private Sammler und institutionelle Sammlungen noch nach dieser alten Form der Systematik von Karl Hugo Strunz richtet, erhielt das Mineral die System- und Mineral-Nr. VIII/F.01-70. In der „Lapis-Systematik“ entspricht dies ebenfalls der Abteilung „Ketten- und Bandsilikate“, wobei in den Gruppen VIII/F.01 bis 06 die Minerale mit Zweierketten [Si2O6]4− eingeordnet sind. Johannsenit bildet hier zusammen mit Aegirin, Aegirin-Augit, Augit, Davisit, Diopsid, Esseneit, Grossmanit, Hedenbergit, Jadeit, Jervisit, Kanoit, Klinoenstatit, Klinoferrosilit, Kosmochlor, Kushiroit, Namansilit, Natalyit, Omphacit, Petedunnit, Pigeonit, Spodumen und Tissintit ebenfalls die Gruppe der „Klinopyroxene“ (VIII/F.01).
Die seit 2001 gültige und von der IMA zuletzt 2009 aktualisierte 9. Auflage der Strunz’schen Mineralsystematik ordnet den Johannsenit ebenfalls in die Abteilung der „Ketten- und Bandsilikate (Inosilikate)“ ein. Diese ist weiter unterteilt nach der Beschaffenheit der Silikatketten, so dass das Mineral entsprechend seiner Zusammensetzung in der Unterabteilung „Ketten- und Bandsilikate mit 2-periodischen Einfachketten Si2O6; Pyroxen-Familie“ zu finden ist, wo es mit Augit, Davisit, Diopsid, Esseneit, Hedenbergit, Kushiroit und Petedunnit in der unbenannten Untergruppe „Ca-Klinopyroxene, Diopsidgruppe“ mit der Systemnummer 9.DA.15 ist.
Auch die vorwiegend im englischen Sprachraum gebräuchliche Systematik der Minerale nach Dana ordnet den Johannsenit in die Klasse der „Silicate und Germanate“ und dort in die Abteilung „Einfache unverzweigte Ketten, W=1 mit Ketten P=2“ ein. Hier ist er in der „C2/c Klinopyroxene (Ca-Klinopyroxene)“ mit der System-Nr. 65.01.3a zu finden, zusammen mit Diopsid, Hederbergit, Augit, Petedunnit, Esseneit und Davisit.

## Kristallstruktur
Johannsenit kristallisiert isotyp zu Diopsid und Hedenbergit monoklin in der Raumgruppe C2/c (Raumgruppen-Nr. 15) mit den Gitterparametern a = 9,987 Å; b = 9,156 Å; c = 5,293 Å und β = 105,29° sowie vier Formeleinheiten pro Elementarzelle.

## Bildung und Fundorte
Johannsenit bildet sich in metasomatisch überprägten Kalksteinen und manganhaltigen Skarnen sowie in Quarz- und Calcitgängen in Rhyolith. Häufig in Paragenese mit Rhodonit und Manganoxiden.
Von dem Mineral sind bisher rund 90 Fundstellen dokumentiert (Stand 2021).
In Deutschland ist nur eine Fundstelle bekannt, sie liegt in Niedersachsen im Harz, in der Stadt Sankt Andreasberg.
Weitere Fundorte gibt es in Australien, Bulgarien, China, Frankreich, Indonesien, Italien, Japan, Kanada, Mexiko, Norwegen, Peru, Mazedonien, Rumänien, Russland, Südafrika, Spanien, Schweden, Tadschikistan, dem Vereinigten Königreich und den Vereinigten Staaten von Amerika.